# ジョン・ヘラム
ジョン・ヘラム（John Heramb、1988年8月11日 - ）は、日本で活動しているノルウェー出身の外国人タレント、俳優。身長175cm。

## 生い立ち
ノルウェーのヴェストフォル県トンスベルグ (Tønsberg) に3人兄弟の末っ子として生まれる。両親は共にノルウェーの出身で、父親のトーマス・ベルは大工の棟梁をし、母親のセシリエ・ヘラムはノルウェーの公立高校にて教頭として教鞭をとっている。祖父は画家のトレ・ウィルヘルム・セラム。
1999年3月から2001年8月までの26か月間、両親が作った船でヨーロッパをのべ16か国旅していた。父親が書いた旅行記『dixie lily』には、ジョンがよく登場する。
ティーン・エイジャーの時に極真空手と総合格闘技 (MMA) をしていた。弓矢では、2003年にノルウェーのチャンピオンになった。また、ノルウェーの高校 Greveskogen VGS（ノルウェー語版）では俳優の勉強をした。
2010年、日本の愛知淑徳大学に留学。同大学では野球部に所属し、外野手としてプレーした。2012年5月に愛知淑徳大学留学生別科を修了。修了式では留学生代表で答辞を述べた。
2014年、俳優活動に専念するために東京都へ移住した。住まいは池袋にある。

## 私生活
バーが好きで、近所にある Secret Base（仮）の常連である。
健康づくりと体作りのため、週に4 - 6回ほど近所のゴールドジムに通っている。
テレビゲームが好きで、ファーストパーソン・シューティングゲーム (FPS) を好んでプレイする。特に『Far Cry』と『World of Warships』が好きである。
日本の文化が大好きで、華道、書道、極真空手、弓道の経験がある。
料理が得意で、日本料理とノルウェー料理を作ることができる。
動物が好きで、猫、犬、カラスが特に好き。カラスを飼育していたこともある。
旅行好きで、日本中を旅している。

## 出演

### テレビ番組
- ザキロバ!アシュラのススメ（メ〜テレ）
- 行列のできる法律相談所（日本テレビ）
- 奇跡体験!アンビリバボー（フジテレビ）
- ザ!世界仰天ニュース（日本テレビ）
- 世界の日本人妻は見た!（毎日放送）

### テレビドラマ
- 残念な夫。（2015年、フジテレビ）
- 天皇の料理番（2015年、TBS）

### 動画配信
- Coffee Yaro（YouTube 配信動画） - エリアス・ダール 役

### ミュージック・ビデオ
- ONE OK ROCK「Cry out」
- GENERATIONS from EXILE TRIBE「Sing it Loud」
- 安室奈美恵「Anything」

### CM
- C4 -Crocodile Vibration-  - 声優
- Surface Pro 3 -- The Spark Movie
- シエンタ（2015年、トヨタ自動車）